# Carlos Laffond
Carlos Laffond y Díaz-Albó, que firmó también como D. Albó y Ladial, es un historietista español (Madrid, 1929- 1979), que formó parte de la denominada Escuela Madrileña.

## Biografía
Carlos Laffond formó parte junto a su hermano mayor José Laffond del estudio de Adolfo López Rubio, trabajando en cuadernos de aventuras como Ginesito (1944).
A mediados de los años cincuenta se mudó a Francia, creando series como Thierry le Chevalier (1957) para Spirou y Oliver (1958) para Imperia.

## Obra
| Años | Título               | Guionista                | Tipo       | Publicación                                     |
| ---- | -------------------- | ------------------------ | ---------- | ----------------------------------------------- |
| 1944 | Chorlito             | Miguel González Casquel  | Serial     | Tritón                                          |
| 1944 | Gorgorito            |                          | Serial     | Tritón                                          |
| 1944 | Satanás-Ginesito     |                          | Serial     | Rialto: Diamante Negro                          |
| 1944 | Diamante Negro       |                          | Serial     | Rialto                                          |
| 194- | Nuevas Historietas   |                          | Serial     |                                                 |
| 1954 | Guillermo            |                          | Serie      | Chicos                                          |
| 1955 | Juan Aventuras       |                          | Serie      | Chicos                                          |
| 1955 | Drake, el Pirata     |                          | Serie      | Flecha y Blanco                                 |
| 195- | El cuervo            |                          | Serie      | Histograf                                       |
| 1957 | Numancia             |                          | Serie      | Balalín                                         |
| 1957 | Thierry le Chevalier | Jean-Michel Charlier     | Spirou     |                                                 |
| 1958 | Oliver               | Étienne Le Rallic        | Imperia    |                                                 |
| 1974 | Bernardette          | José Antonio Vidal Sales | Monografía | Bruguera: Joyas Literarias Juveniles, núm. 106. |